# Montorgiali
Montorgiali ist ein Ortsteil (Fraktion, italienisch frazione) der italienischen Gemeinde Scansano in der Provinz Grosseto in der Toskana.

## Geografie
Der Ort liegt etwa 6 Kilometer nordwestlich des Hauptortes Scansano, etwa 20 km südöstlich der Provinzhauptstadt Grosseto und etwa 120 km südlich der Regionalhauptstadt Florenz in der Landschaft der Maremma im unteren Ombronetal etwa 8 km östlich des Ombrone. Die Località Bivio di Montorgiali  liegt etwa ein Kilometer westlich an der SP 159. Montorgiali liegt bei 330 m s.l.m. und hatte 1596 696, 1640 443, 1745 386, 1833 273, 1839 496 und 2001 141 Einwohner. 2011 waren es 162 Einwohner.

## Geschichte
Die Burg des Ortes wurde erstmals 12. April 1188 in einem Dokument von Papst Clemens III. an die Bischöfe von Sovana und Grosseto erwähnt.
Ab 1231 sind die Grafen Bertoldo als Herrscher im Ort dokumentiert, die sich 1251 den Aldobrandeschi unterwarfen und 1280 Frieden mit der Republik Siena schlossen. Vollständig in seneser Herrschaft überging der Ort Ende 1379, als Montorgiali verkauft und dem Distrikt der Burgen von Cotone und Montepò zugeordnet wurde. Nach der Niederlage der seneser Republik gegen die von Florenz 1555 verblieb der Ort zunächst im Machtbereich von Siena in der Repubblica di Siena riparata in Montalcino und unterwarf sich nach dem Frieden von Cateau-Cambrésis am 2. September 1559 dem Großherzogtum Toskana.

## Sehenswürdigkeiten

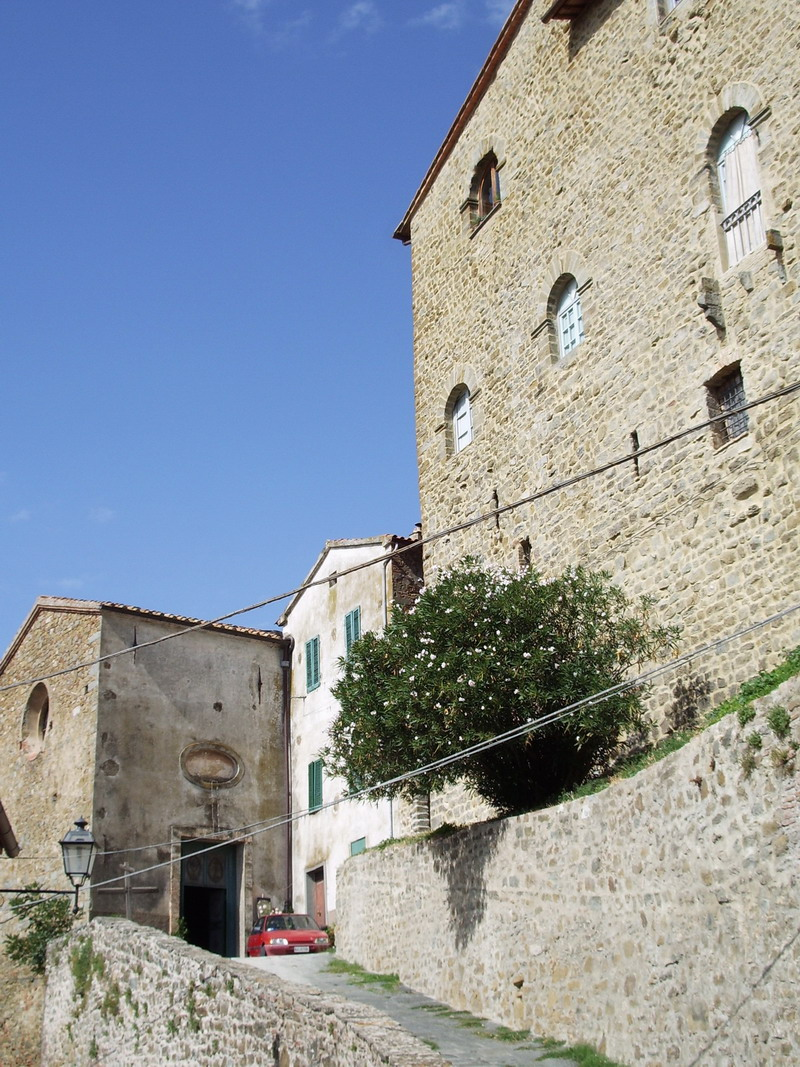
San Biagio (links) und die ehemalige Burg (rechts)

- San Biagio (San Biagio vescovo e martire[6][7]), Kirche im Ortskern, die der ehemaligen Burg anliegt und wahrscheinlich im 11. Jahrhundert entstand. Erstmals erwähnt wurde sie 1276 als Ecclesia S. Blasii de Monte Orgiali. Im 18. Jahrhundert wurde die Kirche restauriert, umgebaut und am 14. Juni 1744 durch den Bischof von Sovana, Antonio Vegni, erneut konsekriert.[8] Enthält das Leinwandgemälde Nascita della Vergine und das Altargemälde Madonna col bambino e San Giuseppe in gloria, die beide der Schule von Siena zugeordnet werden und in der ersten Hälfte des 17. Jahrhunderts entstanden. Die Prozessionsstandarte mit San Giorgio e San Rocco an der Vorderseite und einer Madonna in gloria tra San Domenico e Santa Caterina di Siena auf der Rückseite, die Alessandro Casolani zugeschrieben wird, befindet sich heute im Museum Museo diocesano di Palazzo Orsini in Pitigliano.[7] Der Campanile besteht aus drei Glocken[8] und wurde nicht verändert[6], das Weihwasserbecken wird dem 13. Jahrhundert zugerechnet.[8]
- Castello di Montorgiali, ehemalige Burg am höchsten Punkt des Ortes, die erstmals 1188 erwähnt wurde.[5]
- Monumento ai Caduti, Gefallenendenkmal im Ortskern (Piazza del Mercato) für die Gefallenen des Ortes im Ersten Weltkrieg. Das Monument entstand wahrscheinlich in der Mitte der 1920er Jahre.[9]
- San Giorgio, Kirche[10] und Sanktuarium[7] ca. 700 m nordöstlich des Ortes und südlich des Flusses Trasubbie[1]. San Giorgio entstand um das 12./13. Jahrhundert[10] und ist dem Schutzpatron von Montorgiali, San Giorgio, geweiht. Enthält am Altar die Statue San Giorgio col Drago aus dem 19. Jahrhundert.[7]
- Ponte romano, Bogenbrücke über den Torrente Fosso dell’Inferno, einem Zufluss des Trasubbie. Die Brücke war Teil der antiken Via Clodia.[11]

Bilder von Montorgiali
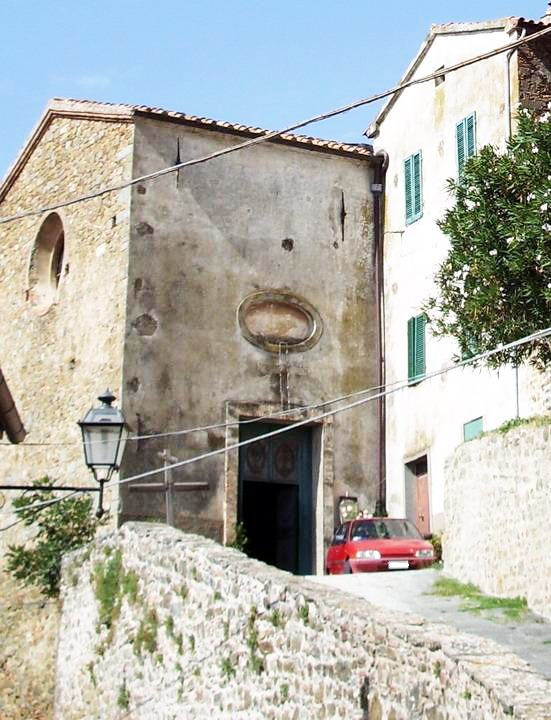
Die Kirche San Biagio
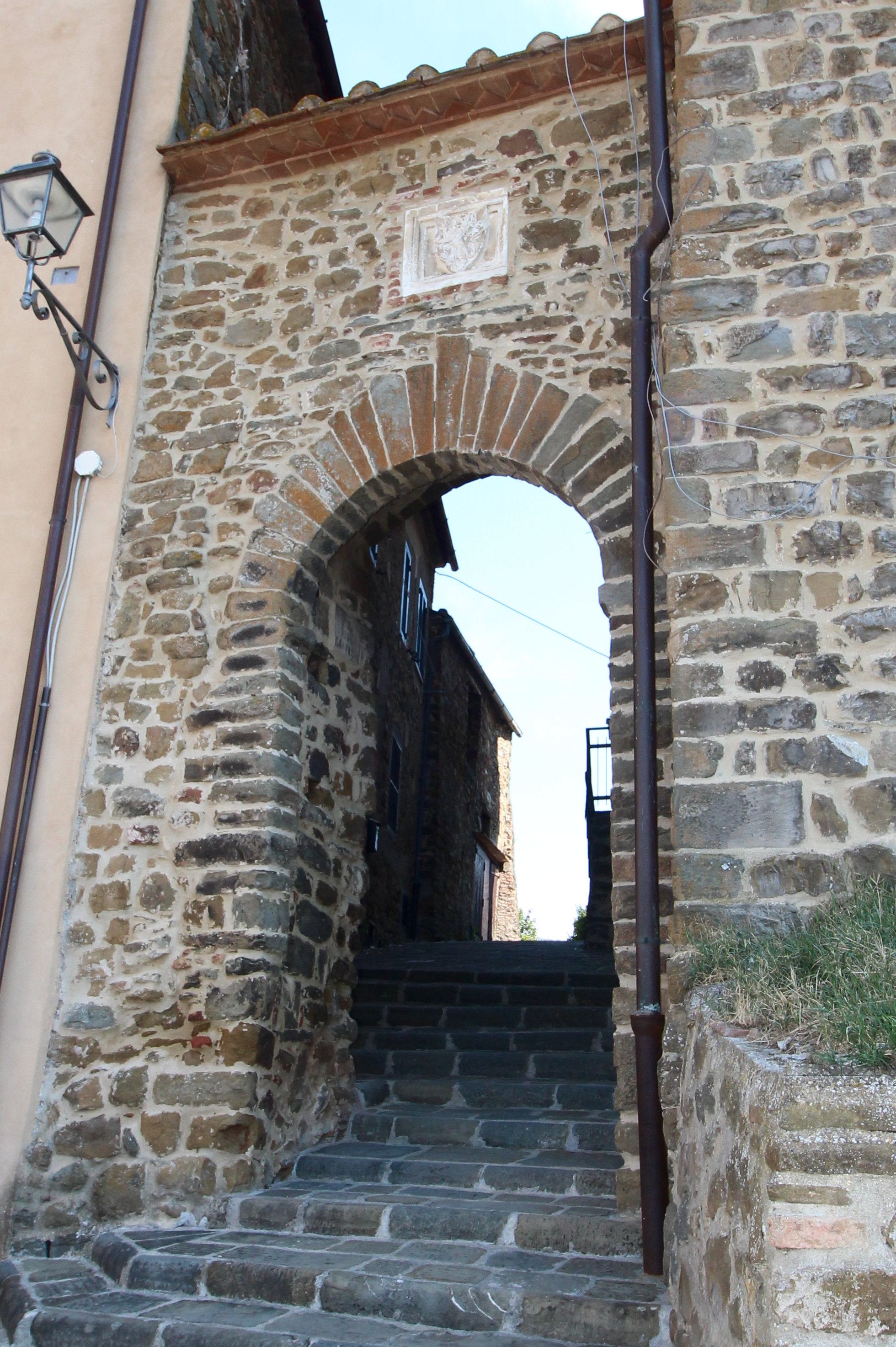
Das Zugangstor zur Burg
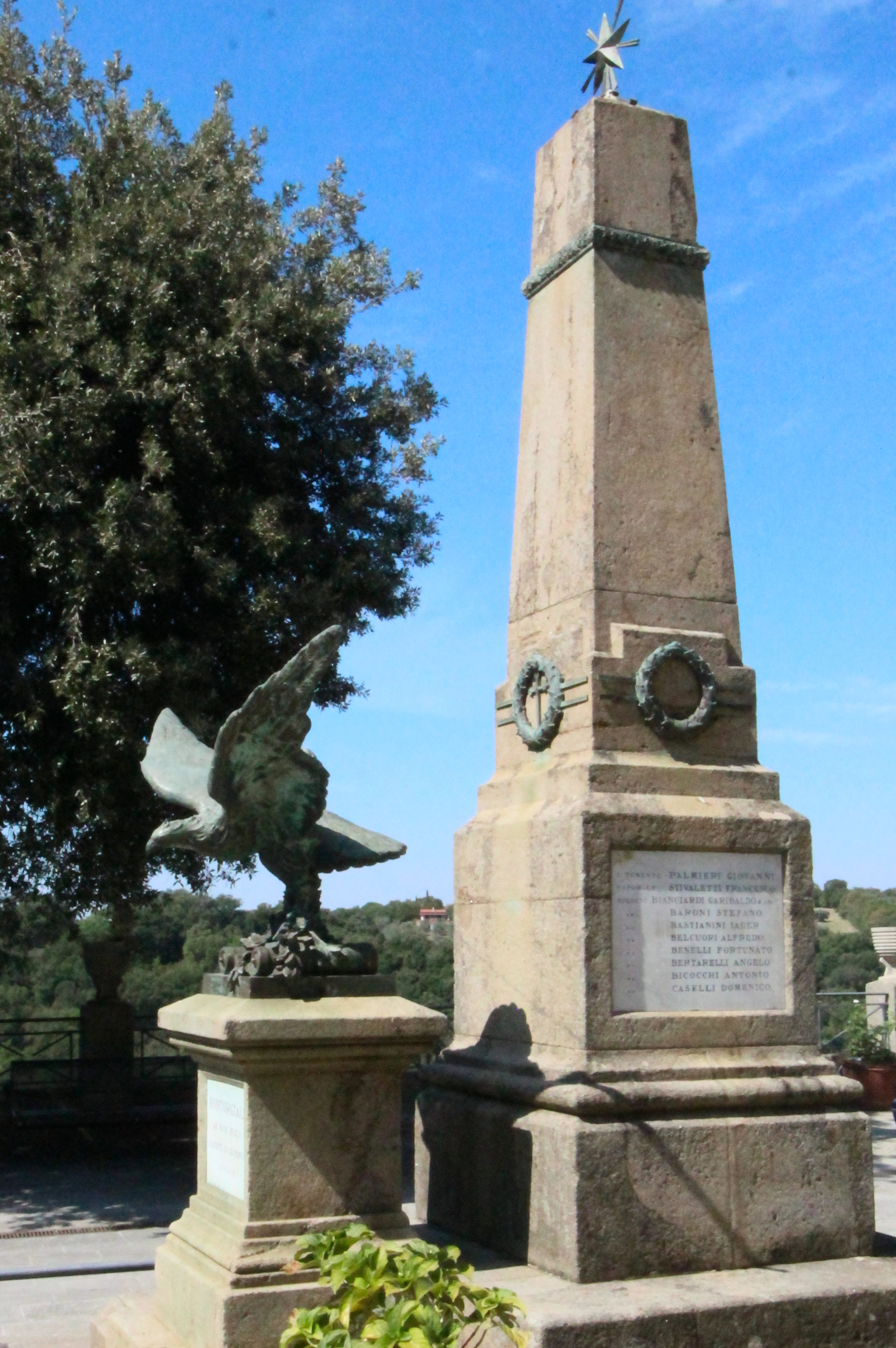
Gefallenendenkmal auf dem Piazza del Mercato
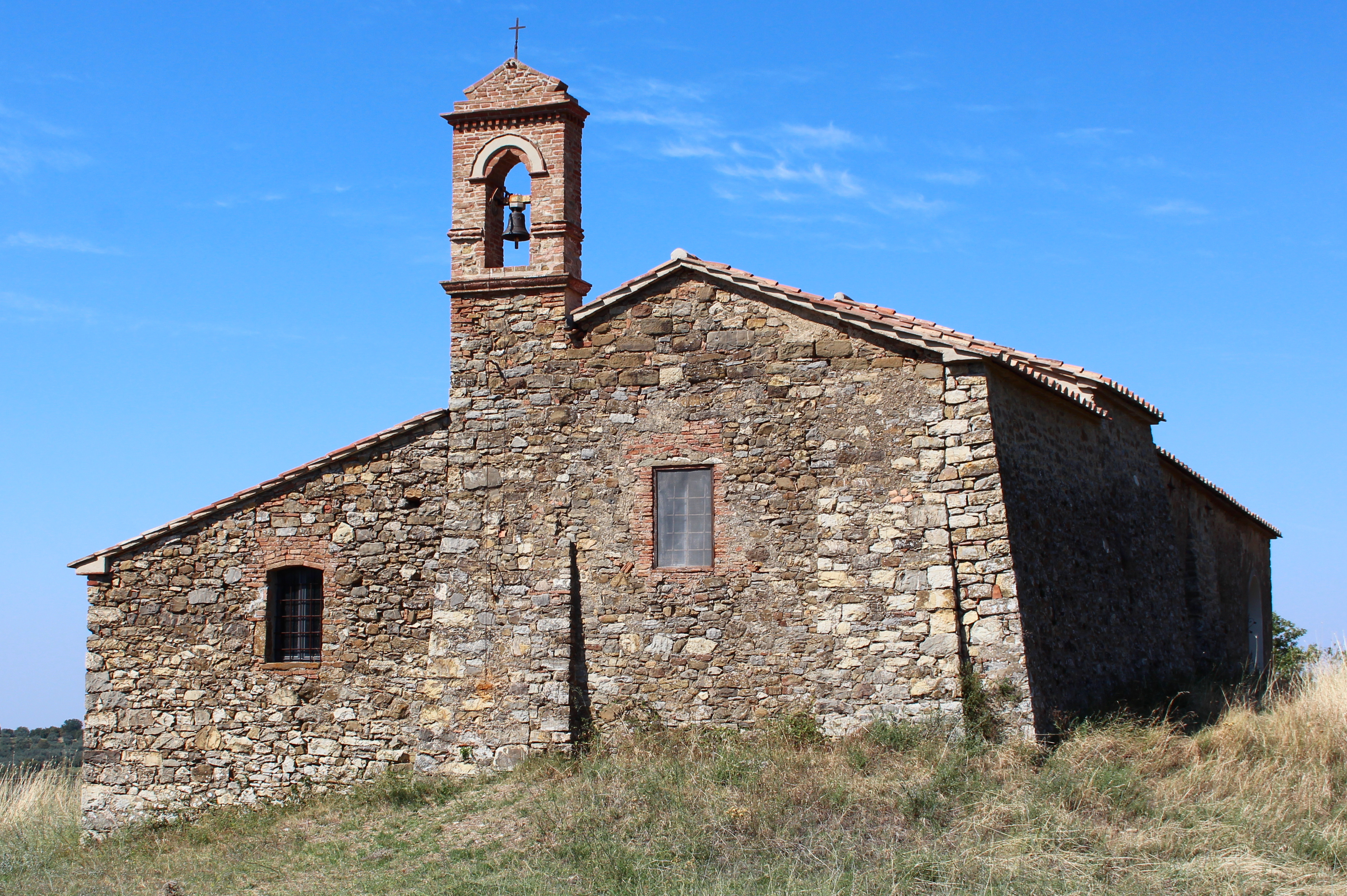
Die Kirche San Giorgio